# Баранов, Василий Андреевич
Васи́лий Андре́евич Бара́нов (22 января [4 февраля] 1914 года — 17 апреля 1945 года) — советский офицер, участник Великой Отечественной войны, командир мотострелкового батальона 1-й гвардейской механизированной бригады 1-го гвардейского механизированного корпуса 4-й гвардейской армии 3-го Украинского фронта, Герой Советского Союза (29.06.1945), гвардии капитан.

## Биография
Родился 22 января (4 февраля) 1914 года в селе Гайчул, ныне село Новоукраинка Бильмакского района Запорожской области Украины. Русский. Член ВКП(б) с 1942 года. В 1921—1936 годах жил и учился в детском доме в городе Бердянске.
В Красной армии с 1936 года. Баранов окончил полковую школу, получил звание сержанта, остался на сверхсрочную службу в должности старшины роты. Старшина Баранов в начале 1941 года успешно сдал экстерном экзамены за курс военного пехотного училища и получил звание младшего лейтенанта.
Участник Великой Отечественной войны с июня 1941 года. Участвовал в боях под Минском, посёлком Березино, на реке Друть. В августе 1941 года командовал взводом в первом контрударе советских войск под городом Ельня Смоленской области. 100-я дивизия, в которой служил Баранов, стала 1-й гвардейской.
На базе этой дивизии в 1942 году был сформирован 1-й гвардейский механизированный корпус. В. А. Баранов был назначен командиром мотострелковой роты.
В декабре 1942 года Баранов освобождал ростовские земли, станицы Боковская и Селивановская. 1-й гвардейский мехкорпус Юго-Западного фронта стремился как можно дальше отодвинуть внешний фронт окружения от Сталинграда. В январе 1943 года мотострелки Баранова сражались за город Морозовск, а 18 января вышли на берег реки Калитва.
14 февраля 1943 года рота Баранова одной из первых ворвалась в город Краснодон.
В сентябре 1943 года Баранов участвовал в освобождении донбасских городов Дружковку и Павлоград. В 1944 году участвовал в боях на Правобережной Украине, в Молдавии и Румынии.
Во время боёв в Венгрии гвардии капитан Баранов командовал мотострелковым батальоном 1-й гвардейской механизированной бригады. В бою за город Чорно 28 марта 1945 года его батальон, действуя в передовом отряде танковым десантом, успешно форсировал реку Раба, стремительно ворвался в город и совместно с другими частями овладел им.
Ещё больших успехов достиг батальон Баранова в бою за город Шопрон. Преследуя отступавшего противника мотострелки нанесли ему тяжкие потери в живой силе и технике и вошли в город. Воины батальона взяли в плен более 600 солдат и офицеров вермахта, уничтожили пять танков, 22 автомобиля и много живой силы противника.
2 апреля 1944 года гвардии капитан Баранов со своими бойцами в числе первых пересёк австрийскую границу, овладел населённым пунктом Хирм и захватил находившийся в нём авиационный завод.
13 апреля 1945 года советские войска овладели столицей Австрии — Веной. 17 апреля 1945 года в тяжёлом бою за населённый пункт Циллингталь гвардии капитан Баранов был смертельно ранен.
Указом Президиума Верховного Совета СССР от 29 июня 1945 года «за образцовое выполнение боевых заданий командования на фронте борьбы с немецкими захватчиками и проявленные при этом отвагу и геройство» гвардии капитану Баранову Василию Андреевичу посмертно присвоено звание Героя Советского Союза.

## Награды
- Медаль «Золотая Звезда» Героя Советского Союза
- Орден Ленина
- Орден Александра Невского
- Орден Отечественной войны I степени
- Орден Красной Звезды
- Медаль

## Память
- Похоронен в братской могиле в столице Австрии — городе Вене.
- Приказом Министра обороны СССР В. А. Баранов навечно зачислен в списки личного состава воинской части.